# CA 벨레스 사르스피엘드 II
CA 벨레스 사르스피엘드 II(스페인어: Club Atlético Vélez Sársfield II)는 아르헨티나의 축구 클럽이다. 또한 CA 벨레스 사르스피엘드의 리저브팀으로 활동 중이다.